# Enrique Vera
Enrique Vera, född den 10 mars 1979 i Asunción i Paraguay, är en paraguayansk fotbollsspelare som spelar som mittfältare.
Vera spelade för Paraguays herrlandslag i fotboll i VM 2010 och gjorde mål mot Slovakien i gruppspelet. 